# Hodgson Seamount
L’Hodgson Seamount è una montagna sottomarina situata nella parte settentrionale dell'Oceano Atlantico. 
Fa parte della catena di vulcani sottomarini dei New England Seamounts, che è stata in attività più di 100 milioni di anni fa. La catena si è formata quando la placca nordamericana si è mossa al di sopra del punto caldo del New England.
La denominazione è in onore di Robert David Hodgson, un geografo americano, considerato un esperto internazionale sugli aspetti geografici delle leggi e dei confini marittimi.